# Justus Jonas

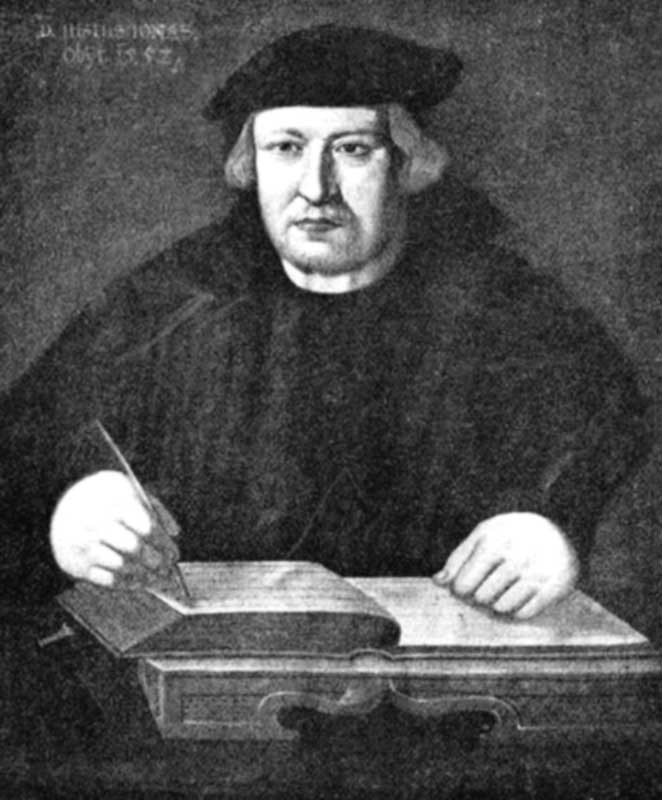
Justus Jonas munka közben (Ismeretlen mester rézkarca)

Justus Jonas (Nordhausen, 1493. június 5. – Eisfeld, 1555. október 9.) német jogász, humanista, teológus, Luther Márton barátja és úgy a reformációnál, mint a Biblia-fordításnál hű segítőtársa.

## Élete
Az erfurti egyetemen előbb a jog-, azután a hittudományokat hallgatta, 1521-ben Wittenbergben lett tanár és a vártemplom prépostja. Barátságot kötött Luther Mártonnal, majd nélkülözhetetlen segítőtársa lett a bibliafordítási munkálatok végzésében. Elkísérte Luthert a worms-i birodalmi gyűlésre, később pedig 1529-es vizitációiban is segített neki. Jonas részt vett a marburgi kollokviumon, ahol Zwingli és Luther tanításinak egyeztetését próbálták megoldani, valamint megjelent az 1530-as augsburgi birodalmi gyűlésen is. Halleből, ahol 1541 után lelkész volt, 1546-ban elűzték. Ezt követően elkísérte Luthert utolsó útjára Eislebenbe. Egy ideig Coburgban volt lelkész és udvari prédikátor, végül Eisfeldben működött mint szuperintendens.

## Munkássága
Lefordította Luthernek és Melanchtonnak több munkáját német nyelvre, az Apostolok cselekedeteihez jegyzéket írt, ezenkívül pedig egy munkát az alábbi címmel: Discussio pro conjugio sacerfotali (1523). Levelezéseit kiadta Kamerau a Geschichtsquellen für Provinz Sachsenben (1884-85).